# Ken Flach
Ken Flach (Saint Louis, 24 mei 1963 – San Francisco, 12 maart 2018) was een tennisspeler uit de Verenigde Staten. 
Hij was tussen 1983 en 1996 actief in het professionele circuit. Flach behaalde zijn grootste successen in het dubbelspel, veelal aan de zijde van Robert Seguso, met onder andere de olympische titel in Seoel en titels op Wimbledon en US Open. In het gemengd dubbel won Flach aan de zijde van Kathy Jordan in 1986 de titels op Roland Garros en Wimbledon. Ook maakte hij deel uit van het Amerikaanse team dat de Davis Cup won in 1985.
Van 1997 tot 2004 werkte hij als tenniscoach bij de Vanderbilt University.
Flach overleed na complicaties bij een longontsteking op 54-jarige leeftijd.

## Palmares
| Legenda                       | Legenda               |
| ----------------------------- | --------------------- |
| Grand Slam                    |                       |
| Olympische Spelen             |                       |
| tot 2009                      | vanaf 2009            |
| Tennis Masters Cup            | ATP Finals            |
| ATP Masters Series            | ATP Tour Masters 1000 |
| ATP International Series Gold | ATP Tour 500          |
| ATP International Series      | ATP Tour 250          |

### Dubbelspel
| Nr.                               | Datum             | Toernooi                                 | Ondergrond    | Partner         | Tegenstanders in finale            | Score                   |         |
| --------------------------------- | ----------------- | ---------------------------------------- | ------------- | --------------- | ---------------------------------- | ----------------------- | ------- |
| gewonnen finales mannendubbelspel |                   |                                          |               |                 |                                    |                         |         |
| 1.                                | 20 mei 1984       | GP Rome                                  | Gravel        | Robert Seguso   | John Alexander Mike Leach          | 3–6, 6–3, 6–4           | Details |
| 2.                                | 22 juli 1984      | GP Boston                                | Gravel        | Robert Seguso   | Gary Donnelly Ernie Fernandez      | 6–4, 6–4                | Details |
| 3.                                | 12 augustus 1984  | GP Indianapolis                          | Gravel        | Robert Seguso   | Heinz Günthardt Balázs Taróczy     | 7–6, 7–5                | Details |
| 4.                                | 16 september 1984 | Los Angeles                              | Hardcourt     | Robert Seguso   | Wojtek Fibak Sandy Mayer           | 4–6, 6–4, 6–3           | Details |
| 5.                                | 28 oktober 1984   | GP Hong Kong                             | Hardcourt     | Robert Seguso   | Mark Edmondson Paul McNamee        | 6–7, 6–3, 7–5           | Details |
| 6.                                | 4 november 1984   | GP Taipei                                | Tapijt (i)    | Robert Seguso   | Drew Gitlin Hank Pfister           | 6–1, 6–7, 6–2           | Details |
| 7.                                | 6 januari 1985    | WCT World Doubles Londen                 | Tapijt (i)    | Robert Seguso   | Heinz Günthardt Balázs Taróczy     | 6–3, 3–6, 6–3, 6–0      | Details |
| 8.                                | 31 maart 1985     | GP Fort Myers                            | Hardcourt     | Robert Seguso   | Sammy Giammalva Jr. David Pate     | 3–6, 6–3, 6–3           | Details |
| 9.                                | 12 mei 1985       | GP Forest Hills                          | Gravel        | Robert Seguso   | Givaldo Barbosa Ivan Kley          | 7–5, 6–2                | Details |
| 10.                               | 16 juni 1985      | GP Londen                                | Gras          | Robert Seguso   | Pat Cash John Fitzgerald           | 3–6, 6–3, 16–14         | Details |
| 11.                               | 28 juli 1985      | GP Indianapolis                          | Gravel        | Robert Seguso   | Pavel Složil Kim Warwick           | 6–4, 6–4                | Details |
| 12.                               | 18 augustus 1985  | GP Montréal                              | Hardcourt     | Robert Seguso   | Stefan Edberg Anders Järryd        | 5–7, 7–6, 6–3           | Details |
| 13.                               | 8 september 1985  | US Open                                  | Hardcourt     | Robert Seguso   | Henri Leconte Yannick Noah         | 6–7, 7–6, 7–6, 6–0      | Details |
| 14.                               | 20 oktober 1985   | GP Tokio Indoor                          | Tapijt (i)    | Robert Seguso   | Scott Davis David Pate             | 4–6, 6–3, 7–6           | Details |
| 15.                               | 9 februari 1986   | GP Memphis                               | Tapijt (i)    | Robert Seguso   | Guy Forget Anders Järryd           | 6–4, 4–6, 7–6           | Details |
| 16.                               | 30 maart 1986     | GP Chicago                               | Tapijt (i)    | Robert Seguso   | Eddie Edwards Francisco González   | 6–0, 7–5                | Details |
| 17.                               | 19 oktober 1986   | GP Tokio                                 | Tapijt (i)    | Matt Anger      | Jimmy Arias Greg Holmes            | 6–2, 6–3                | Details |
| 18.                               | 4 juli 1987       | Wimbledon                                | Gras          | Robert Seguso   | Emilio Sánchez Sergio Casal        | 3–6, 6–7, 7–6, 6–1, 6–4 | Details |
| 19.                               | 23 augustus 1987  | GP Cincinnati                            | Hardcourt     | Robert Seguso   | Steve Denton John Fitzgerald       | 7–5, 6–3                | Details |
| 20.                               | 12 juni 1988      | GP Londen                                | Gras          | Robert Seguso   | Pieter Aldrich Danie Visser        | 6–2, 7–6                | Details |
| 21.                               | 2 juli 1988       | Wimbledon                                | Gras          | Robert Seguso   | John Fitzgerald Anders Järryd      | 6–4, 2–6, 6–4, 7–6      | Details |
| 22.                               | 14 augustus 1988  | GP Toronto                               | Hardcourt     | Robert Seguso   | Andrew Castle Tim Wilkison         | 7–6, 6–3                | Details |
| 23.                               | 25 september 1988 | O.S. Seoul                               | Hardcourt     | Robert Seguso   | Emilio Sánchez Sergio Casal        | 6–3, 6–4, 6–7, 6–7, 9–7 | Details |
| 24.                               | 13 november 1988  | GP Wembley                               | Tapijt (i)    | Robert Seguso   | Martin Davis Brad Drewett          | 7–5, 6–2                | Details |
| 25.                               | 23 april 1989     | GP Tokio                                 | Hardcourt     | Robert Seguso   | Kevin Curren David Pate            | 7–6, 7–6                | Details |
| 26.                               | 20 augustus 1989  | GP Cincinnati                            | Hardcourt     | Robert Seguso   | Pieter Aldrich Danie Visser        | 6–4, 6–4                | Details |
| 27.                               | 5 mei 1991        | ATP Tampa                                | Gravel        | Robert Seguso   | David Pate Richey Reneberg         | 6–7, 6–4, 6–1           | Details |
| 28.                               | 11 augustus 1991  | ATP Cincinnati                           | Hardcourt     | Robert Seguso   | Grant Connell Glenn Michibata      | 6–7, 6–4, 7–5           | Details |
| 29.                               | 18 augustus 1991  | ATP Indianapolis                         | Hardcourt     | Robert Seguso   | Kent Kinnear Sven Salumaa          | 7–6, 6–4                | Details |
| 30.                               | 22 maart 1992     | ATP Miami                                | Hardcourt     | Todd Witsken    | Kent Kinnear Sven Salumaa          | 6–4, 6–3                | Details |
| 31.                               | 11 april 1993     | ATP Tokio                                | Hardcourt     | Rick Leach      | Glenn Michibata David Pate         | 2-6, 6-3, 6-4           | Details |
| 32.                               | 20 juni 1993      | ATP Manchester                           | Gras          | Rick Leach      | Stefan Kruger Glenn Michibata      | 6-4, 6-1                | Details |
| 33.                               | 11 september 1993 | US Open                                  | Hardcourt     | Rick Leach      | Martin Damm Karel Nováček          | 6–7(3), 6–4, 6–2        | Details |
| 34.                               | 27 februari 1994  | ATP Scottsdale                           | Hardcourt     | Jan Apell       | Alex O’Brien Sandon Stolle         | 6–0, 6–4                | Details |
| verloren finales mannendubbelspel |                   |                                          |               |                 |                                    |                         |         |
| 1.                                | 13 november 1983  | GP Taipei                                | Tapijt (i)    | Robert Seguso   | Wally Masur Kim Warwick            | 6–7, 4–6                | Details |
| 2.                                | 15 juli 1984      | GP Newport                               | Gras          | Robert Seguso   | David Graham Laurie Warder         | 4–6, 6–7                | Details |
| 3.                                | 24 februari 1985  | GP La Quinta                             | Hardcourt     | Robert Seguso   | Heinz Günthardt Balázs Taróczy     | 6–3, 6–7, 3–6           | Details |
| 4.                                | 7 april 1985      | GP Chicago                               | Tapijt (i)    | Robert Seguso   | Johan Kriek Yannick Noah           | 6–3, 6–4, 5–7, 1–6, 4–6 | Details |
| 5.                                | 19 mei 1985       | GP Rome                                  | Gravel        | Robert Seguso   | Anders Järryd Mats Wilander        | 6–4, 3–6, 2–6           | Details |
| 6.                                | 11 augustus 1985  | GP Stratton Mountain                     | Hardcourt     | Robert Seguso   | Scott Davis David Pate             | 6–3, 6–7, 6–7           | Details |
| 7.                                | 8 maart 1987      | GP Miami                                 | Hardcourt     | Robert Seguso   | Paul Annacone Christo van Rensburg | 2–6, 4–6, 4–6           | Details |
| 8.                                | 26 april 1987     | ATP Seoul                                | Hardcourt     | Jim Grabb       | Eric Korita Mike Leach             | 7–6, 1-6, 5-7           | Details |
| 9.                                | 19 juli 1987      | GP Livingston                            | Hardcourt     | Robert Seguso   | Gary Donnelly Greg Holmes          | 6–7, 3–6                | Details |
| 10.                               | 13 september 1987 | US Open                                  | Hardcourt     | Robert Seguso   | Stefan Edberg Anders Järryd        | 6–7, 2–6, 6–4, 7–5, 6–7 | Details |
| 11.                               | 15 november 1987  | GP Wembley                               | Tapijt (i)    | Robert Seguso   | Miloslav Mečíř Tomáš Šmíd          | 5–7, 4–6                | Details |
| 12.                               | 13 december 1987  | Tennis Masters Cup Londen                | Tapijt (i)    | Robert Seguso   | Miloslav Mečíř Tomáš Šmíd          | 4–6, 5–7, 7–6, 3–6      | Details |
| 13.                               | 27 maart 1988     | GP Miami                                 | Hardcourt     | Robert Seguso   | John Fitzgerald Anders Järryd      | 6–7, 1–6, 5–7           | Details |
| 14.                               | 7 augustus 1988   | ATP Indianapolis                         | Hardcourt     | Robert Seguso   | Rick Leach Jim Pugh                | 4-6, 3-6                | Details |
| 15.                               | 20 november 1988  | GP Detroit                               | Tapijt (i)    | Robert Seguso   | Rick Leach Jim Pugh                | 4-6, 1-6                | Details |
| 16.                               | 10 september 1989 | US Open                                  | Hardcourt     | Robert Seguso   | John McEnroe Mark Woodforde        | 4–6, 6–4, 3–6, 3–6      | Details |
| 17.                               | 8 oktober 1989    | GP Orlando                               | Hardcourt     | Robert Seguso   | Scott Davis Tim Pawsat             | 5–7, 7–5, 4–6           | Details |
| 18.                               | 24 maart 1991     | ATP Miami                                | Hardcourt     | Robert Seguso   | Wayne Ferreira Piet Norval         | 7–5, 6–7, 2–6           | Details |
| 19.                               | 21 juli 1991      | ATP Washington                           | Hardcourt     | Robert Seguso   | Scott Davis David Pate             | 4–6, 2–6                | Details |
| 20.                               | 24 november 1991  | World Doubles Championships Johannesburg | Hardcourt (i) | Robert Seguso   | John Fitzgerald Anders Järryd      | 4–6, 4–6, 6–2, 4–6      | Details |
| 21.                               | 20 juli 1992      | ATP Washington                           | Hardcourt     | Todd Witsken    | Bret Garnett Jared Palmer          | 2–6, 3–6                | Details |
| 22.                               | 22 augustus 1993  | ATP Indianapolis                         | Hardcourt     | Rick Leach      | Scott Davis Todd Martin            | 4-6, 4-6                | Details |
| 23.                               | 15 mei 1994       | ATP Coral Springs                        | Gravel        | Stéphane Simian | Lan Bale Brett Steven              | 3–6, 5–7                | Details |
| 24.                               | 12 mei 1996       | ATP Pinehurst                            | Gravel        | David Wheaton   | Pat Cash Patrick Rafter            | 2-6, 3-6                | Details |

## Resultaten grandslamtoernooien
| Legenda | Legenda                          |
| ------- | -------------------------------- |
| g.t.    | geen toernooi gehouden           |
| l.c.    | lagere categorie                 |
| –       | niet deelgenomen                 |
| G       | uitgeschakeld in de groepsfase   |
| 1R      | uitgeschakeld in de eerste ronde |
| 2R      | uitgeschakeld in de tweede ronde |
| 3R      | uitgeschakeld in de derde ronde  |
| 4R      | uitgeschakeld in de vierde ronde |
| KF      | uitgeschakeld in de kwartfinale  |
| HF      | uitgeschakeld in de halve finale |
| F       | de finale verloren               |
| W       | het toernooi gewonnen            |
| w-v     | winst/verlies-balans             |

### Enkelspel
| Toernooi        | 1983 | 1984 | 1985 | 1986 | 1987 | 1988 | 1989 | 1990 | 1995 |
| --------------- | ---- | ---- | ---- | ---- | ---- | ---- | ---- | ---- | ---- |
| Australian Open | 3R   | 1R   | –    | g.t. | 3R   |      |      |      | –    |
| Roland Garros   | –    | –    | –    | 1R   | –    | 1R   | –    | –    | –    |
| Wimbledon       | –    | 2R   | 2R   | 3R   | 3R   | 3R   | 3R   | 2R   | 1R   |
| US Open         | –    | 2R   | 2R   | 1R   | 4R   | 1R   | 3R   | –    | –    |

### Mannendubbelspel
| Toernooi        | 1983 | 1984 | 1985 | 1986 | 1987 | 1988 | 1989 | 1990 | 1991 | 1992 | 1993 | 1994 | 1995 | 1996 |
| --------------- | ---- | ---- | ---- | ---- | ---- | ---- | ---- | ---- | ---- | ---- | ---- | ---- | ---- | ---- |
| Australian Open | 3R   | 2R   | –    | g.t. | HF   | –    | –    | –    | –    | –    | –    | KF   | –    | 1R   |
| Roland Garros   | –    | 1R   | KF   | KF   |      | KF   | –    | 2R   | 2R   | 2R   | 2R   | 1R   | 1R   | 1R   |
| Wimbledon       | –    | 3R   | 1R   | KF   | W    | W    | HF   | KF   | 3R   | 3R   | 2R   | 2R   | 1R   | 1R   |
| US Open         | 1R   | 2R   | W    | –    | F    | HF   | F    | 3R   | HF   | 2R   | W    | 1R   | KF   | 1R   |